# ماتيو نيغريني
ماتيو نيغريني (بالإيطالية: Matteo Negrini)‏ هو لاعب كرة قدم إيطالي في مركز الوسط، ولد في 21 ديسمبر 1982 في لوغو في إيطاليا. لعب مع نادي ألساندريا ونادي إمبولي ونادي إيمولا ونادي برو باتاريا ونادي ترنانا ونادي سبال.